# اک-التین
آق‌آلتین (به لاتین: Ak-Altyn) یک منطقهٔ مسکونی در ترکمنستان است که در استان داش‌اغوز واقع شده‌است.